# Ludvig Lundquist
Ludvig Lundquist, född 10 januari 1899 i Länna församling, Södermanlands län, död 3 november 1954 i Lidingö, var en svensk industriman.
Efter att ha diplomerats från Handelshögskolan i Stockholm 1924 var Lundquist anställd vid Stockholms Enskilda Bank 1920 och 1924, vid The Rural Industries Intelligence Bureau i London 1922, vid Chambre de commerce suédoise en France i Paris 1924–25, vid Ford Motor Company of Sweden i Stockholm 1925–27 och vid AB Wiklunds Maskin- och Velocipedfabrik i Stockholm 1927–32. Han var därefter verksam inom Svenska Pappersbruksföreningen, där han var sekreterare år 1932–39, vice verkställande direktör 1939–40 och verkställande direktör 1940–45. Han var verkställande direktör i Marma-Långrörs AB 1945–50 och slutligen sakkunnig i handelsdepartementet och byråchef i handels- och industrikommissionen.